# Hugh O’Connor
Hugh O’Connor, właśc. Hugh Edward Ralph O’Connor (ur. 7 kwietnia 1962 w Rzymie, zm. 28 marca 1995 w Pacific Palisades) – amerykański aktor telewizyjny.

## Życiorys

### Wczesne lata
Urodził się w Rzymie. Kiedy miał sześć dni, został zaadoptowany przez aktora Carrolla O’Connora i jego żonę Nancy, kiedy we Włoszech kręcone były zdjęcia do filmu Josepha L. Mankiewicza Kleopatra (1963). Jego imiona Hugh Edward Ralph zostały wybrane na cześć brata Carrolla O’Connora, który zginął w wypadku motocyklowym w 1961 roku w wieku 16 lat, gdy zdiagnozowano u niego chłoniaka Hodgkina i przeżył nowotwór złośliwy dzięki zabiegom chemioterapii z dwukrotną interwencją chirurgii.
Wychowywał się w Południowej Kalifornii. Pracował jako asystent kierownika sceny w Nowym Jorku.

### Kariera
Debiutował na małym ekranie jako James Flynn w dramacie kryminalnym CBS Prominenci (Brass, 1985) z Lois Nettleton, Paulem Shenarem i Marcią Cross. Popularność wśród telewidzów zdobył dzięki roli kaprala Lonnie’ego Jamisona w serialu NBC/CBS W upalną noc (In the Heat of the Night, 1988-94), gdzie jego ojciec został zaangażowany do roli szefa policji Bill Gillespie. Wystąpił także w filmie telewizyjnym W nocnym upale: Kim była Geli Bendl? (In the Heat of the Night: Who Was Geli Bendl?, 1994) jako porucznik Lonnie Jamison.

## Życie prywatne
Spotykał się z Denise Miller (1982) i Marcią Cross (1984-85). 28 marca 1992 poślubił Angelę Clayton, z którą miał syna Seana. W trzecią rocznicę swego małżeństwa, powiedział swojemu ojcu, że zamierza odebrać sobie życie, twierdząc, że przez 16 lat nie może pokonać narkotyków i nie może znaleźć skutecznego programu rehabilitacyjnego dla narkomanów. Jego ojciec następnie zawiadomił policję. Mimo wielu próśb ojca i próby rozmowy z policją, 28 marca 1995 w swoim domu w Pacific Palisades popełnił samobójstwo strzelając sobie w głowę w wieku 32 lat. Został pochowany na tamtejszym Westwood Village Memorial Park Cemetery.